# Rutilus karamani
Rutilus karamani és una espècie de peix cipriniforme de la família dels ciprínids.

## Morfologia
Els mascles poden assolir els 19 cm de longitud total.

## Distribució geogràfica
Es troba a Albània, Montenegro i Macedònia del Nord.